# Герман IV Константинопольський
Герман IV (1790—1853) — Вселенський патріарх у 1842—1845 і 1852—1853 роках.

## Житєпис
Герман народився в районі Валата (Балат) Стамбула у 1788 році. Близько 1825 року, під час Хрисантського патріархату, він став великим протосиггелом Патріархату.
У серпні 1826 року після відставки митрополита Відина Паїсія Герман був обраний його наступником. Вона залишалася в цій провінції до 1830 року, коли була заслана в результаті російсько-турецької війни 1828 року і зростання болгарського націоналізму. Потім він проживав у Константинополі до травня 1831 року, коли був обраний митрополитом Драми. 22 листопада 1835 року був обраний митрополитом Дерконським після смерті свого попередника Никифора.
У 1842 році, після смерті Антима V, він був вперше обраний Вселенським патріархом і залишався на престолі до 18 квітня 1845 року, коли пішов у відставку, посилаючись на навантаження. 1 листопада 1852 року, після зняття Антима IV з престолу, він був переобраний патріархом і залишався на престолі до своєї смерті, 16 вересня 1853 року. Похований на території святого монастиря Зоодохос Пігі в Балуклі.

## Його робота
Під час свого Патріархату він особливо цікавився бідними. Заснував храми, школи, бібліотеки, сирітські будинки і його ім'я пов'язували з освітою православного духовенства, оскільки він був засновником духовної школи Галки в монастирі Святої Трійці, на т. зв. Надії. Коли він відвідав покинутий монастир у 1842 році, він побачив його споруди зруйнованими та в руїнах, і, отримавши дозвіл від турецької влади, приступив до його заснування та відбудови. Школа безперебійно працювала до 1971 року, коли її закрили за законом і всі ці роки в ній навчалися богослови, священики, єпископи та патріархи.

## Виноски та посилання

### Виноски
1. ↑  Στην απογραφή του 1843-44 αναφέρεται ως «Γερμανός Πατριάρχης ετών 55»[2]
2. ↑  «μη αντέχοντες τοις μόχθοις και τη πολυειδεί τύρβη των συνημμένων τω πατριαρχικώ αξιώματι υποθέσεων»[1]